# 笑傲江湖 (2000年台灣電視劇)
《笑傲江湖》，2000年中國電視公司八點檔連續劇，為臺灣電視史上第二個改編自金庸武俠小說《笑傲江湖》的電視劇，製作單位楊佩佩工作室，出品人楊佩佩，1999年間拍攝，2000年1月3日至3月2日首播。香港播映權被電視廣播有限公司（無綫電視）購入，2000年3月20日至5月19日於翡翠台播出香港粵語配音版。
2000年3月2日，中視八點檔連播2小時，前45分鐘播本劇大結局，後75分鐘播《新梁山伯祝英台》。

## 故事梗概
日月魔教縱橫四海，勢力日盛，欲一統江湖。五嶽劍派組成正義聯盟，與魔教抗衡。魔教教主任我行神祕失蹤，護法左使曲洋被指是殺教主兇手，遭教眾圍剿，曲洋挾持任我行獨生女兒任盈盈逃遁，不知所終。十數年後，魔教現任教主東方不敗聞報曲洋重現江湖，身邊帶著一亭亭玉立少女，懷疑便是任盈盈，為存任我行血脈，魔教上下決定傾力拯救。
原來任盈盈已遭曲洋洗去童年所有記憶，盡忘前事，和曲洋父女相稱，過著一些與世無爭的日子。她在曲洋悉心教導下，不但武功出神入化，而且對音律樂器無一不精，無一不曉。東方不敗尋獲曲洋，並令任盈盈回復記憶，盈盈知悉身世，驚懼莫名。曲洋不敵東方不敗，但任盈盈不信曲洋是殺父仇人，暗裏助他脫險。五嶽盟之中，衡山派掌門劉正風厭倦江湖仇殺，宣佈金盆洗手，退隱江湖。
華山派大弟子令狐沖奉師命前往祝賀，途中因救恒山派尼姑弟子儀琳而與採花大賊田伯光進行了一場拼鬥，令狐沖身受重傷。劉正風金盆洗手之日，遭五嶽盟主嵩山派掌門左冷禪揭破與魔教護法曲洋來往，左冷禪且誣譭兩人有不可告人的親密關係。劉正風與曲洋以樂韻論交而成知己，高山仰止，友誼堪比子期伯牙。左冷禪逼劉正風殺曲洋以示清白及表悔意。劉正風不肯屈服，全家被殺，他悲痛欲絕、企圖自盡；曲洋及時把他救走，左冷禪率五嶽盟追殺二人。
與此同時，魔教中人也在追捕曲洋，兩人亡命天涯，終於難逃厄運。
劉正風和曲洋臨死前將合創之「笑傲江湖」曲譜托付給令狐沖。福威鏢局總鏢頭林震南夫婦被青城派追殺，臨終前遇上令狐沖，知令狐沖是正人君子，即托令狐沖將江湖中人垂涎欲滴的林氏祖傳辟邪劍譜所藏密地轉告其子林平之。令狐沖先後招惹了劉正風和曲洋這兩個五嶽盟公敵，如今又知道辟邪劍譜所藏密地，從此不得安寧。令狐沖四面受敵，且被師父岳不群誤會，受罰面壁；卻因禍得福，從一石洞中學到五嶽各派絕及破解之法；又得同門前輩風清揚親傳獨孤九劍絕世劍法，武功大進，但惹來師父憎厭。令狐沖暗戀小師妹岳靈珊，靈珊卻鍾情林平之，令狐沖情場失意。
令狐沖師弟陸大有遇害，令狐沖被指為兇手，辟邪劍譜不翼而飛，也算在他頭上，加上他因緣際會和任盈盈相識相愛，被逐出師門，為武林正道中人唾棄。令狐沖目睹五嶽各派為爭奪盟主之位棄道義於不顧，互相殘殺，最後更發現師父岳不群竟是個陰險毒辣的偽君子，辟邪劍譜是他所偷。
一波未平，一波又起，當年神秘失蹤的魔教前任教主任我行原來一直給東方不敗囚禁，東方不敗一面自任教主，一面逼任我行吐露武功秘笈和魔教藏寶地點，但任我行強悍不屈，東方不敗十數年來未能如願。任我行終被令狐沖和任盈盈救出，他旋即和東方不敗展開激鬥，欲重奪魔教掌門一位。令狐沖目睹不論正道五嶽盟，或是邪派魔教，無一不為名利權位鬥個你死我活，感慨之餘，為免蒼生受苦，與任盈盈攜手平息了武林各派紛爭，並當上恒山派掌門。任我行殺了東方不敗，重掌魔教，欲拉攏令狐沖同流合污，控制武林。令狐沖不為所動，任盈盈夾在親父和愛郎之間，左右為難。
任我行驅使盈盈除令狐沖，盈盈當然拒絕。任我行權慾薰心，竟不念骨肉親情，企圖用女兒作餌，要令狐沖和女兒同歸於盡。
歷遍重重波折險阻，令狐沖和任盈盈終排除萬難，逍遙物外，笑傲江湖。

## 演員
| 演員   | 角色     | 粵語配音員 | 介紹 |
| 任賢齊 | 令狐沖   | 黎偉明     |      |
| 袁詠儀 | 任盈盈   | 袁詠儀     |      |
| 陳德容 | 岳靈珊   | 鄭麗麗     |      |
| 劉雪華 | 東方不敗 | 盧素娟     |      |
| 姜大衛 | 曲洋     | 姜大衛     |      |
| 徐少強 | 向問天   | 徐少強     |      |
| 張復建 | 劉正風   | 陳曙光     |      |
| 顧冠忠 | 左冷禪   | 招世亮     |      |
| 李立群 | 任我行   | 林保全     |      |
| 馬之秦 | 定逸師太 | 蔡惠萍     |      |
| 孫興   | 田伯光   | 陳欣       |      |
| 屈中恆 | 陸大有   | 陳卓智     |      |
| 蔡燦得 | 儀琳     | 梁少霞     |      |
| 宋達民 | 林平之   | 蘇強文     |      |
| 李志希 | 楊蓮亭   | 李錦綸     |      |
| 鐵孟秋 | 綠竹翁   | 源家祥     |      |
| 張立威 | 桃花仙   | 譚炳文     |      |
| 於文仲 | 風清揚   | 盧國權     |      |
| 陳寶國 | 林震南   | 盧國權     |      |
| 岳躍利 | 岳不群   | 陳永信     |      |
| 劉莉莉 | 寧中則   | 雷碧娜     |      |
| 潘虹   | 余滄海   | 黃子敬     |      |
| 陳莎莎 | 藍鳳凰   | 林元春     |      |
| 杜鵬   | 勞德諾   | 林保全     |      |
| 劉家   | 南妻     |            |      |
| 常汝言 | 定閑師太 |            |      |
| 孔慶山 | 桃葉仙   |            |      |
| 劉常生 | 方證大師 | 張英才     |      |
| 夏德生 | 長老僧人 |            |      |
| 袁洪啟 | 上官雲   |            |      |
| 趙文亮 | 黃鐘公   |            |      |
| 侯軍   | 黑白子   |            |      |
| 曹保業 | 禿筆翁   |            |      |
| 伍振素 | 丹青生   |            |      |
| 賀鏹   | 木高峰   | 張炳強     |      |
| 王劍宏 | 藍翊     |            |      |
| 李洪偉 | 鍾鎮     |            |      |
| 孫念彬 | 易師爺   |            |      |
| 羅正言 | 王元霸   |            |      |
| 趙凱   | 王家駿   |            |      |
| 付洪津 | 祖千秋   |            |      |
| 黨永德 | 老頭子   |            |      |
| 王彪   | 長髮頭陀 |            |      |
| 延梅   | 獨眼婦人 |            |      |
| 付輝   | 游迅     |            |      |

### 配音演員
- 劉小芸：任盈盈
- 李映淑：寧中則
- 康殿宏：曲洋
- 王希華：向問天
- 沈光平：左冷禪
- 徐健春：風清揚